# Ikva
Ikva är ett vattendrag i Ungern.   Det ligger i provinsen Győr-Moson-Sopron, i den västra delen av landet, 160 km väster om huvudstaden Budapest.